# Dinitrogén-dioxid
A dinitrogén-dioxid szervetlen vegyület, molekulaképlete  N2O2. Számos szerkezeti izomerje lehetséges. Az ab initio számítások alapján az O=N−N=O szerkezet (a nitrogén-oxid (NO) nem gyűrűs dimerje) a legstabilabb izomer, és ez az egyetlen, amelyet kísérletileg előállítottak. Szilárd formában a molekulák C2v szimmetriával rendelkeznek: a teljes szerkezet síkbeli, az N−N kötéshez kapcsolódó két oxigénatom cisz-állású. Az O−N távolság 115 pm, az N−N távolság 233 pm, az O=N−N kötésszög pedig 95°.

## Fordítás
- Ez a szócikk részben vagy egészben  a   Dinitrogen dioxide című angol Wikipédia-szócikk ezen változatának fordításán alapul.  Az eredeti cikk szerkesztőit annak laptörténete sorolja fel. Ez a jelzés csupán a megfogalmazás eredetét és a szerzői jogokat jelzi, nem szolgál a cikkben szereplő információk forrásmegjelöléseként.